# Ramazzottius
Ramazzottius là một chi của ngành gấu nước hay tardigrada trong lớp Eutardigrada.

## Loài
- Ramazzottius affinis Bertolani, Guidetti and Rebecchi, 1993
- Ramazzottius andreevi Biserov, 1998
- Ramazzottius anomalus Ramazzotti, 1962)
- Ramazzottius baumanni Ramazzotti, 1962)
- Ramazzottius bunikowskae Kaczmarek, Michalczyk and Diduszko, 2006
- Ramazzottius cataphractus Maucci, 1974)
- Ramazzottius caucasicus Biserov, 1998
- Ramazzottius edmondabouti Séméria, 1993
- Ramazzottius horningi Binda and Pilato, 1995
- Ramazzottius ljudmilae Biserov, 1998
- Ramazzottius montivagus Dastych, 1983)
- Ramazzottius novemcinctus Marcus, 1936)
- Ramazzottius oberhaeuseri Doyère, 1840)
- Ramazzottius rupeus Biserov, 1999
- Ramazzottius saltensis Claps and Rossi, 1984)
- Ramazzottius semisculptus Pilato and Rebecchi, 1992
- Ramazzottius subanomalus Biserov, 1985)
- Ramazzottius szeptycki Dastych, 1980)
- Ramazzottius theroni Dastych, 1993
- Ramazzottius thulini Pilato, 1970)
- Ramazzottius tribulosus Bertolani and Rebecchi, 1988
- Ramazzottius valaamis Biserov and Tumanov, 1993
- Ramazzottius varieornatus [sv] Bertolani and Kinchin, 1993